# Rafael Ramírez de Arellano (político peruano)
Rafael Ramírez de Arellano fue un político peruano. 
Fue miembro del Congreso Constituyente de 1822 por el departamento del Cusco. Dicho congreso constituyente fue el que elaboró la primera constitución política del país.
Fue diputado suplente de la República del Perú por la provincia de Paruro en 1829 y 1831 durante el primer gobierno del Mariscal Agustín Gamarra. 
Fue elegido por la provincia de Abancay como miembro de la Convención Nacional de 1833 que expidió la Constitución Política de la República Peruana de 1834, la cuarta de la historia del país.